# Lok (Slovacchia)
Lok (in ungherese Garamlök) è un comune della Slovacchia facente parte del distretto di Levice, nella regione di Nitra.